# Veinte y cuarenta
Veinte y cuarenta es una obra de teatro en tres actos de José López Rubio estrenada en 1951.

## Argumento
Marga es una joven de veinte años que se enamora de Lorenzo, un cuarentón, director de cine con una larga experiencia de juergas nocturnas a sus espaldas. Él siente ya la inclinación de retirarse al calor del hogar, pero ella lo presiona para que continúen sus correrías nocturnas.

## Estreno
- Teatro Español. Madrid, 8 de febrero de 1951.
  - Dirección: Cayetano Luca de Tena.
  - Escenografía: Emilio Burgos.
  - Intérpretes: Guillermo Marín, Susana Canales, Esperanza Grases, Rafael Bardem, Gabriel Llopart, Adela Carboné, Julia Delgado Caro, Cándida Losada, Maruja Recio.